# Ostrova Bulahova
Ostrova Bulahova (englische Transkription von russisch Острова Булахова Ostrowa Bulachowa, deutsch ‚Bulachowinseln‘) sind eine Inselgruppe im Schubert Inlet der westantarktischen Alexander-I.-Insel. Sie liegen nördlich bis nordöstlich der Walton Mountains.
Russische Wissenschaftler benannten sie. Der weitere Benennungshintergrund ist nicht überliefert.